# Paul Hounkpè
Paul Hounkpè né le 1ᵉʳ janvier 1970 à Bopa au Bénin, ancien maire de la commune de Bopa, ancien ministre  de la Culture dans le gouvernement du président Thomas Boni Yayi est une personnalité politique Béninoise.

## Biographie
Ancien maire de la commune de Poba, il entre dans le gouvernement du président Thomas Boni Yayi lors d'un remaniement en 2015 au poste du ministre de la culture en remplacement de Jean-Michel Abimbola.
Secrétaire exécutif du parti d'opposition Forces Cauris pour un Bénin émergent (FCBE), il participe aux élections législatives du 8 janvier 2023 en tant que chef de file de l’opposition désigné par le gouvernement en mai 2021. Aux côtés d’Alassane Soumanou, il est aussi candidat au poste de la vice-présidence lors de l'élection présidentielle du 11 avril 2021. 